# Глин, Эндрю
Эндрю Глин (англ. Andrew Glyn, 30 июня 1943 — 22 декабря 2007) — английский экономист—марксист и преподаватель Оксфордского университета, исследователь капитализма.
В молодые годы участвовал в антиядерном движении, в 1970—1980-х годах был активистом тенденции «Militant», секции Комитета за рабочий интернационал, в Оксфорде. Был советником Национального союза шахтёров (Великобритания) и Международной организации труда.
Автор исследования послевоенного капитализма Capitalism Since World War II: The Making and Breakup of the Great Boom, with Philip Armstrong and John Harrison. Fontana, 1984. 2nd edition as Capitalism Since 1945, Blackwells 1991 (также переведена на китайский и японский).